# Armin Tebben

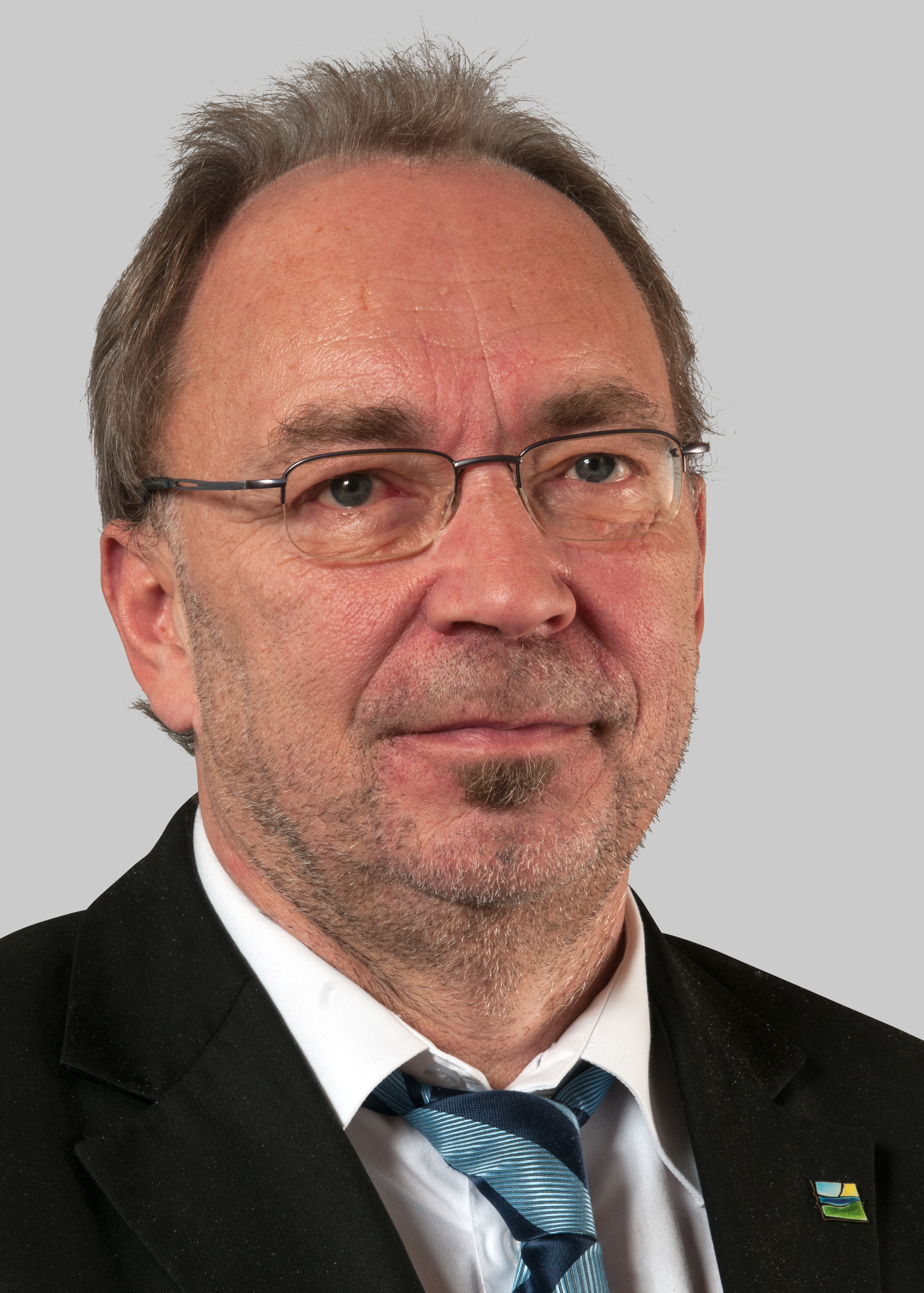
Armin Tebben, 2013

Armin Tebben (* 30. Dezember 1960 in Hagen) ist Direktor des Landtages Mecklenburg-Vorpommern.

## Leben
Armin Tebben studierte von 1981 bis 1987 Rechtswissenschaften in Bochum. Nach dem ersten Staatsexamen, dem Referendariat und dem zweiten Staatsexamen war er von 1990 bis 1991 als Assistent am Lehrstuhl für Strafrecht in Bochum tätig. Von 1991 bis 1994 arbeitete er als Referent in der Verwaltung des Deutschen Bundestages und von 1994 bis 1998 als Referatsleiter im Sozialministerium des Landes Mecklenburg-Vorpommern. 1998 trat er in die Verwaltung des Landtages Mecklenburg-Vorpommern ein. Hier war er als Referatsgruppenleiter tätig. Seit 2001 ist Armin Tebben Direktor des Landtages Mecklenburg-Vorpommern.

## Schriften
- Entscheidungssammlung zum Bundespersonalvertretungsgesetz. Luchterhand, Köln 1995, ISBN 3-472-01295-1.
- Personalvertretungsrecht des Bundes und der Länder. Luchterhand, Köln 1996.
- Geschichte wird entweder geschrieben oder gebaut - 25 Jahre Bauen am Schweriner Schloss. Landtag Mecklenburg-Vorpommern, Armin Tebben [Hrsg.], Schwerin 2016
- Verfassung des Landes Mecklenburg-Vorpommern. Kommentar. 3. Auflage, Claus Dieter Classen, Michael Sauthoff [Hrsg.], Nomos, Baden-Baden 2023, ISBN  978-3-8487-8236-9.